# Tomohiro Suzuki
Tomohiro Suzuki (鈴木 智尋 Suzuki Tomohiro?) es un guionista de anime japonés.

## Estilo
Se considera a sí mismo como un maestro carpintero de templos, comprometido con adaptar de manera fiel las obras originales en las versiones animadas. Por otro lado, en las obras originales, se asegura de que no haya contradicciones entre los personajes y la trama, mientras busca la manera de divertirse dentro de esas limitaciones y garantizar que el público disfrute del resultado.

## Trabajos

### Series de televisión
| Año  | Anime                                        | Estudio                | Funciones                                                  | Refs.                |
| ---- | -------------------------------------------- | ---------------------- | ---------------------------------------------------------- | -------------------- |
| 2011 | Tiger & Bunny                                | Sunrise                | Guionista (#3-4, 7, 11, 17, 21)                            | [ 2 ]                |
| 2015 | Lupin the 3rd Part IV: The Italian Adventure | Telecom Animation Film | Guionista (#2, 4, 8, 14, 19)                               | [ 3 ]                |
| 2015 | One Punch-Man                                | Madhouse               | Composición de la serie Guionista (#1-12)                  | [ 4 ]                |
| 2017 | ACCA: 13-ku Kansatsu-ka                      | Madhouse               | Composición de la serie Guionista (#1-12)                  | [ 5 ]                |
| 2018 | Double Decker! Doug & Kirill                 | Sunrise                | Composición de la serie Guionista (#1-2, 4, 6-7, 9, 12-15) | [ 6 ]                |
| 2019 | Boogiepop wa Warawanai                       | Madhouse               | Composición de la serie Guionista (#1-18)                  | [ 7 ] [ 8 ]          |
| 2019 | One Punch-Man 2nd Season                     | J.C.Staff              | Composición de la serie Guionista (#1-2, 5-6, 9-10, 12)    | [ 9 ]                |
| 2023 | Sōsō no Frieren                              | Madhouse               | Composición de la serie Guionista (#1-28)                  | [ 10 ] [ 11 ]        |
| 2024 | Negaposi Angler                              | NUT                    | Composición de la serie Guionista (#1-12)                  | [ 12 ] [ 13 ] [ 14 ] |
| 2025 | One Punch-Man 3rd Season                     | J.C.Staff              | Composición de la serie                                    | [ 15 ]               |
| 2026 | Sōsō no Frieren 2nd Season                   | Madhouse               | Composición de la serie                                    | [ 16 ]               |

### Películas
| Año  | Anime                            | Estudio        | Funciones        | Refs.  |
| ---- | -------------------------------- | -------------- | ---------------- | ------ |
| 2014 | Saint Seiya: Legend of Sanctuary | Toei Animation | Guionista        | [ 17 ] |
| 2027 | Ghost                            | Madhouse       | Creador original | [ 18 ] |

### OVAs
| Año  | Anime                             | Estudio  | Funciones                         | Refs.  |
| ---- | --------------------------------- | -------- | --------------------------------- | ------ |
| 2015 | One Punch Man: Road to Hero       | Madhouse | Composición de la serie Guionista | [ 19 ] |
| 2020 | ACCA: 13-ku Kansatsu-ka - Regards | Madhouse | Composición de la serie Guionista | [ 20 ] |